# Julia Alvarez
Julia Alvarez (New York, 27 marzo 1950) è una scrittrice e poetessa dominicana, conosciuta in particolare per i romanzi How the García Girls Lost Their Accents e In the Time of the Butterflies (pubblicato in italiano con il titolo Il tempo delle farfalle).

## Biografia
Julia Alvarez è nata nel 1950 a New York da una famiglia dominicana, che quando lei aveva solo tre mesi ritornarono nel proprio paese di origine. Ha vissuto in Repubblica Dominicana fino al 1960, quando la sua famiglia è dovuta fuggire verso gli Stati Uniti dopo che suo padre aveva partecipato ad un tentativo fallito di deporre il dittatore militare Rafael Leónidas Trujillo.
Il trasferimento negli Stati Uniti è stata un'esperienza difficile per Julia Alvarez a causa della nostalgia del suo paese e dei problemi di integrazione dovuti alla non perfetta conoscenza della lingua e alla discriminazione da parte dei suoi compagni di scuola, ma allo stesso tempo la spinse ad appassionarsi di letteratura e a sviluppare il desiderio di diventare una scrittrice.
All'età di 13 anni è stata iscritta dai suoi genitori alla Abbot Academy, un collegio situato ad Andover, nel Massachusetts. In seguito ha frequentato il Connecticut College di New London, il Middlebury College nel Vermont, dove ha ottenuto la laurea in lettere, e l'Università di Syracuse, dove ha ottenuto un master nel 1975.
Dopo la laurea ha lavorato per diversi anni come insegnante di scrittura creativa in diverse scuole in giro per il paese, finché nel 1991 ha ricevuto una cattedra al Middlebury College. Lo stesso anno è stato pubblicato il suo primo romanzo, How the García Girls Lost Their Accents.

## Opere
Molte delle opere di Julia Alvarez sono state influenzate dalle esperienze da lei vissute in prima persona. Ad esempio protagonista di How the García Girls Lost Their Accents è una famiglia costretta a fuggire dalla Repubblica Dominicana in quanto il padre era un oppositore del dittatore Trujillo, mentre Il tempo delle farfalle parla dell'uccisione delle sorelle Mirabal oppositrici del dittatore.

### Romanzi
- 1991 - How the García Girls Lost Their Accents
- 1994 - Il tempo delle farfalle(In the Time of the Butterflies)  (I ed. it. Firenze, Giunti, 1997)
- 1997 - Yo!
- 2000 - In the Name of Salomé
- 2004 - Liberi domani (Before we were Free) (I ed. it. Milano, Mondadori, 2004)
- 2006 - Saving the World: A Novel
- 2024 - The Cemetery of Untold Stories